# Последният поход на „Ямато“
Операция Тен-Го (на японски: 天號作戰), по-известна в рускоезичната литература като Последният поход на „Ямато“, е японска морска операция по време на Втората световна война, част от войната в Тихия океан, продължила от 6 до 7 април 1945 година. Представлява самоубийствен поход на неголяма ескадра начело с най-големият линеен кораб в света – „Ямато“. Целта на операцията е унищожаването, съвместно с бойни полети на камикадзе, на американските сили, провеждащи десант на Окинава. Предполага се отвличането на палубната авиация на американците от съединението на „Ямато“, като в същото време камикадзе безпрепятствено да провеждат своите атаки. В случай на успешното преминаване на ескадрата към плацдарма се предполага потопяването на „Ямато“ на плитчина и използването му, впоследствие, като плаваща батарея, тъй като горивото, отделено за провеждането на операцията е достатъчно само за пътя в едната посока.

## Реализация на операцията „Тен-го“[1]
В 9.18 сутринта на 3 април 1945 г. 2-и флот, базиращ се в Куре, получава заповедта на главнокомандващият Объединения флот – адмирал Тойода за началото на операция „Тен-ичи-го“ („Небеса-1“). Командващият 2-и флот Ито решава лично да участва в боя на борда на „Ямато“, макар и да се отнася много скептично към подобна операция (корабите нямат въздушно прикритие, а съединението е обречено на неминуема гибел). Обаче ръководството на страната решава да пожертва останките от флота, който така или иначе би попаднал в ръцете на врага.
В качеството на ескорт на „Ямато“ са придадени лекият крайцер „Яхаги“ и 8 разрушителя: „Асашимо“, „Фуюцуки“, „Судзуцуки“, „Хамакадзе“, „Исоказе“, „Юкиказе“, „Касуми“, „Хацушимо“. В разпореждане на японците има и други боеспособни кораби, но за тях няма достатъчно гориво.
Излизането в морето е в 15:20 на 6 април 1945 г. в много подтисната обстановка. Американска подводница следи съединението и непрекъснато предава сведения за него; на разсъмване, на 7 април, към нея се присъединяват две летящи лодки „Маринер“. В 12:32 първата вълна (227 американски палубни самолета) излиза за атака над съединението на Ито, втората (57 самолета) в 12:45 и третата (110 самолета) в 13:33 довършват разгрома. „Ямато“, който губи главния си пост за борбата за живучест, получава примерно 10 торпеда и 13 авиобомби, започва бавно да се накренява и в 14:23, когато кренът по левия борд достига 80°, прогърмява взрив на артилерийските погреби на куполите на главния калибър, който разкъсва линкора на две части. Това е един от най-мощните взривове на доатомната ера, еквивалентен на примерно 500 т взривно вещество. Пламъкът от взрива се извисява на 2 км, гъбовидния стълб дим – на 6 км.
На „Ямато“ загиват 3063 матроса и офицера от 3332 (в т.ч. Ито и командирът на кораба капитан 1-и ранг Косаку Аруга), на „Яхаги“ и разрушителите загиват 1187 човека.
Операцията завършва с провал, тъй като в резултат на масираните атаки на американците самият „Ямато“, лекия крайцер „Яхаги“ и четири от осемте разрушителя са потопени. В същото време атаките на камикадзе не дават съществени резултати (повредени са само един самолетоносач, стар линкор и разрушител).